# Klaudiusz Balcerzak
Klaudiusz Balcerzak (ur. 16 lutego 1944 w Nackel) – polski przedsiębiorca i samorządowiec, poseł na Sejm VI kadencji.

## Życiorys
W 1979 ukończył studia na Wydziale Prawa i Administracji Uniwersytetu Wrocławskiego.
Jego rodzina zajmowała się przetwórstwem mięsa i produkcją wędlin. Z tą samą branżą związał się Klaudiusz Balcerzak. W 1970 został kierownikiem zakładu mięsnego w Sławie. Rozbudowywane za jego czasu przedsiębiorstwo w 1995 zatrudniało około 700 pracowników. Doprowadził do jego przekształcenia w spółkę z ograniczoną odpowiedzialnością, która jako pierwsza firma w Polsce uzyskała certyfikaty pozwalające na eksport produktów mięsnych do krajów Unii Europejskiej, a jej zakład przetwórstwa był uznawany za najnowocześniejszy w kraju. Pod koniec lat 90. Klaudiusz Balcerzak kontrolował łącznie trzy przedsiębiorstwa z branży, w których w 2002 pracowało około 2 tysięcy osób. W 2000 znalazł się na 81. miejscu listy 100 najbogatszych Polaków według tygodnika „Wprost”.
Wkrótce urząd skarbowy zajął konta jego firmy, domagając się zwrotu 2 mln złotych z tytułu ulg inwestycyjnych w związku z przekształceniem statusu prawnego przedsiębiorstwa. Klaudiusz Balcerzak sprzedał ją wówczas niemieckiemu inwestorowi, zobowiązując się do dziesięcioletniego zakazu konkurencji. Działał w branży gastronomicznej i hotelarskiej, przeszedł terapię związaną z chorobą nowotworową, procesował się z nabywcą jego firmy w sprawach o działalność konkurencyjną. W 2009 otworzył restaurację w budynku dworca kolejowego w Sławie.
W wyborach samorządowych w 2006 i 2010 był wybierany na radnego sejmiku lubuskiego z listy Platformy Obywatelskiej. W wyborach w 2007 również z ramienia PO kandydował bez powodzenia do Sejmu, a w wyborach w 2009 do Parlamentu Europejskiego. Po utracie mandatu przez posła Marka Cebulę (w związku z wyborem na burmistrza) uzyskał prawo do jego objęcia. Ślubowanie poselskie złożył 14 grudnia 2010. W wyborach w 2011 nie odnowił mandatu. W 2014 powrócił do sejmiku lubuskiego z ramienia PO. W kwietniu 2016 odszedł z partii, przechodząc do klubu radnych Prawa i Sprawiedliwości. W 2018 z listy PiS nie uzyskał reelekcji. W 2019 bez powodzenia kandydował do Senatu. W 2024 wystartował ponownie z ramienia PiS na radnego województwa.

## Wyróżnienia
Został honorowym obywatelem Głogowa.